# Syrrhopodon glaziovii
Syrrhopodon glaziovii là một loài rêu trong họ Calymperaceae. Loài này được Hampe mô tả khoa học đầu tiên năm 1874.